# Памятник Чокану Валиханову (Кокшетау)
Па́мятник Чока́ну Валиха́нову (каз. Шоқан Уәлиханов ескерткіші) — памятник Чокану Валиханову в казахстанском городе Кокшетау. Установлен в 1971 году. Авторы памятника: скульптор Т. Досмагамбетов, архитектор К. Абдалиев.
Первоначально памятник был установлен на пересечении улиц Советской и Куйбышева, затем перенесен на ул. Школьную рядом с городским акиматом. Доминирует в окружающем пространстве. Памятник Чокану Валиханову является памятником истории республиканского значения и находится под защитой государства (c 26 января 1982).
Композиция памятника решена в классических традициях — фигура в рост, установленная на высоком постаменте, изображена в движении, в руке — свиток рукописей.

## История создания
Молодой скульптор Тулеген Досмагамбетов обратился к образу учёного и просветителя Чокана Валиханова, участвуя в конкурсе на создание памятника в Алма-Ате. Досмагамбетов создал два варианта памятника (изобразив Валиханова сидящим и стоящим), но оба они оказались слишком камерными и не вписались в окружающую местность. В результате в конкурсе на памятник в Алма-Ате победил проект Х. Наурызбаева, а памятник авторства Досмагамбетова был установлен в Кокчетаве.
Для отливки фигуры скульптор отправился в Ленинград, где показал макет своему учителю М. Аникушину и заслужил его одобрение. По мнению искусствоведов в работе Досмагамбетова прослеживается влияние ленинградской скульптурной школы.

## Описание памятника
Фигура Чокана Валиханова выполнена из бронзы, её высота 4,6 м, общая высота памятника более 9 метров. Постамент бетонный, облицован черными гранитными плитами, вертикальная ось боковых граней выделена орнаментальными полосами. Высота постамента 4,6 м, размеры в сечении 1,5×1,5 м. На лицевой грани постамента наверху на горизонтальном пояске надпись: каз. «Шоқан Шыңғысұлы Уәлиханов». Основание постамента размерами 5×5 м выложено полированными гранитными плитами. Территория вокруг памятника благоустроена, разбиты цветники.